# Sabicea panamensis
Sabicea panamensis là một loài thực vật có hoa trong họ Thiến thảo. Loài này được Wernham miêu tả khoa học đầu tiên năm 1914.

## Hình ảnh

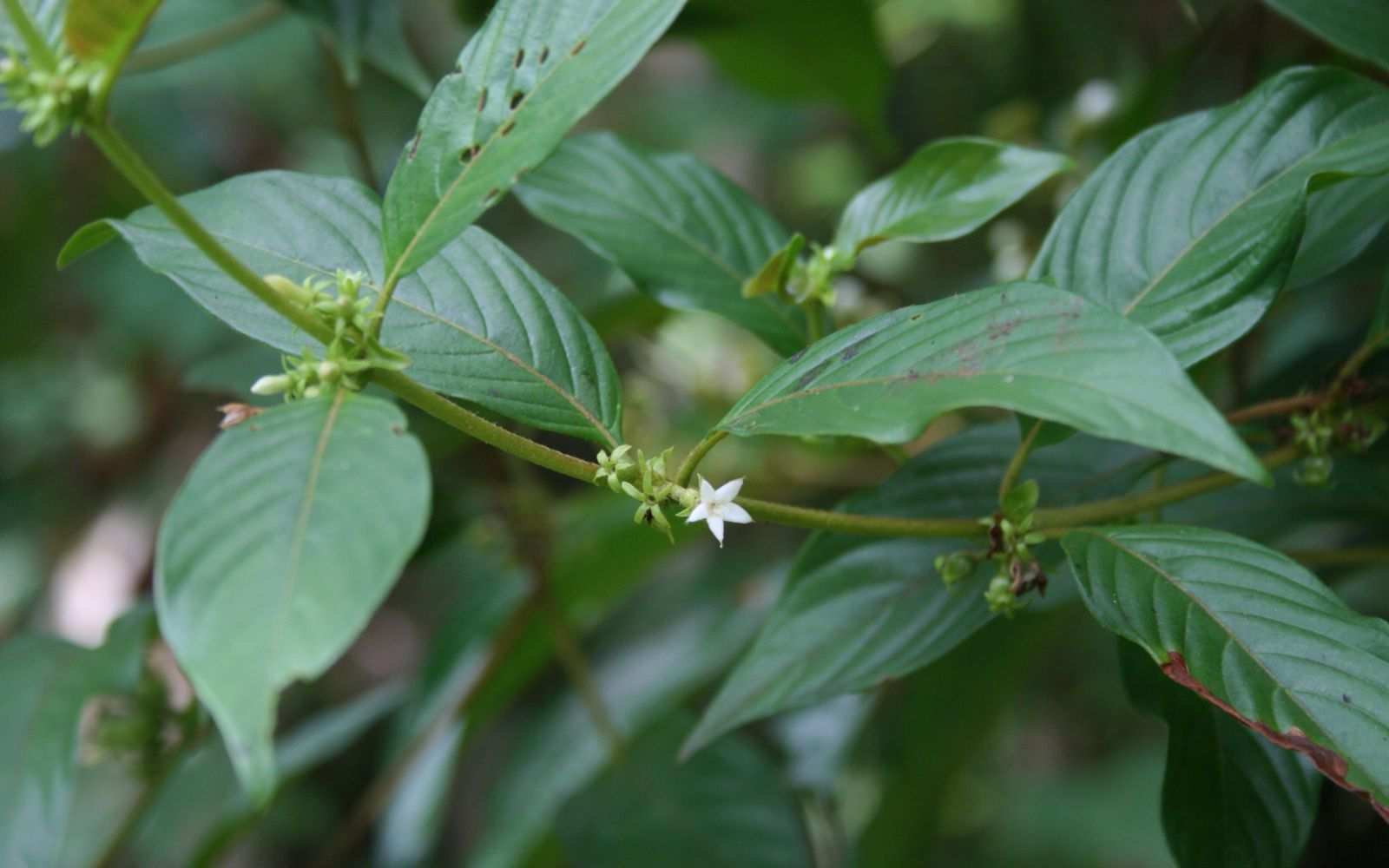